# 가미오쓰촌
가미오쓰촌(上大津村)은 이바라키현 니하리군에 일찍이 존재했던 촌이다. 현재의 쓰치우라시 동부에 해당한다.

## 역사
- 1889년 4월 1일 - 정촌제 시행에 의해 니하리군 가미오쓰촌이 성립하였다.
- 1954년 11월 1일 - 쓰치우라시에 편입해 소멸하였다.